# Fantastic Voyage: The Greatest Hits
Albums de Coolio
The Very Best
(2001) El Cool Magnifico
(2002)
Fantastic Voyage: The Greatest Hits est une compilation de Coolio, sortie le 17 juillet 2001.

## Liste des titres
| No  | Titre                                              | Durée |
| --- | -------------------------------------------------- | ----- |
| 1.  | Fantastic Voyage                                   | 5:33  |
| 2.  | Gangsta's Paradise (featuring L.V.)                | 4:01  |
| 3.  | C U When You Get There                             | 5:11  |
| 4.  | Too Hot                                            | 3:40  |
| 5.  | Aw Here It Goes                                    | 1:02  |
| 6.  | Ooh la La                                          | 4:06  |
| 7.  | I Remember (featuring J-Ro)                        | 4:48  |
| 8.  | 1, 2, 3, 4 (Sumpin' New)                           | 3:22  |
| 9.  | Hit 'Em                                            | 4:23  |
| 10. | Mama I'm in Love Wit a Gangsta (featuring Leshaun) | 4:10  |
| 11. | My Soul                                            | 4:16  |
| 12. | Country Line                                       | 2:59  |
| 13. | Geto Highlights                                    | 4:59  |